# Ramón Méndez (juez)
Ramón Méndez (Buenos Aires, 28 de marzo de 1863 - Buenos Aires, 3 de abril de 1932) fue un abogado y ministro de la Corte Suprema de Justicia de Argentina.

## Familia  y primeros años
Ramón Méndez nació el 28 de febrero de 1863 en Buenos Aires, donde fue bautizado como Ramón Sixto del Corazón de Jesús el 1 de julio siguiente, en la Basílica de Nicolás de Bari, siendo sus padrino Ramón Lusbín (L°1867 F°346). Sus padres fueron Tulio Méndez Melián, escribano, legislador y fundador del Jockey Club, y Julia Lusbín Pabón.
Los Méndez, familia de origen gallego, se habían radicado a principios del siglo XVIII en La Habana, donde se dedicaron al comercio y a la navegación, pasando a finales de ese siglo a Montevideo y de allí a Buenos Aires, donde varios miembros de la familia se destacaron en el ámbito militar. Entre ellos, el abuelo de Ramón Méndez, José María Méndez Zelada, acompañó a Manuel Belgrano en el Ejército del Norte, y el bisabuelo de Ramón Méndez, José María Méndez Muñoz, combatió en las Invasiones Inglesas.

## Actividad política y judicial

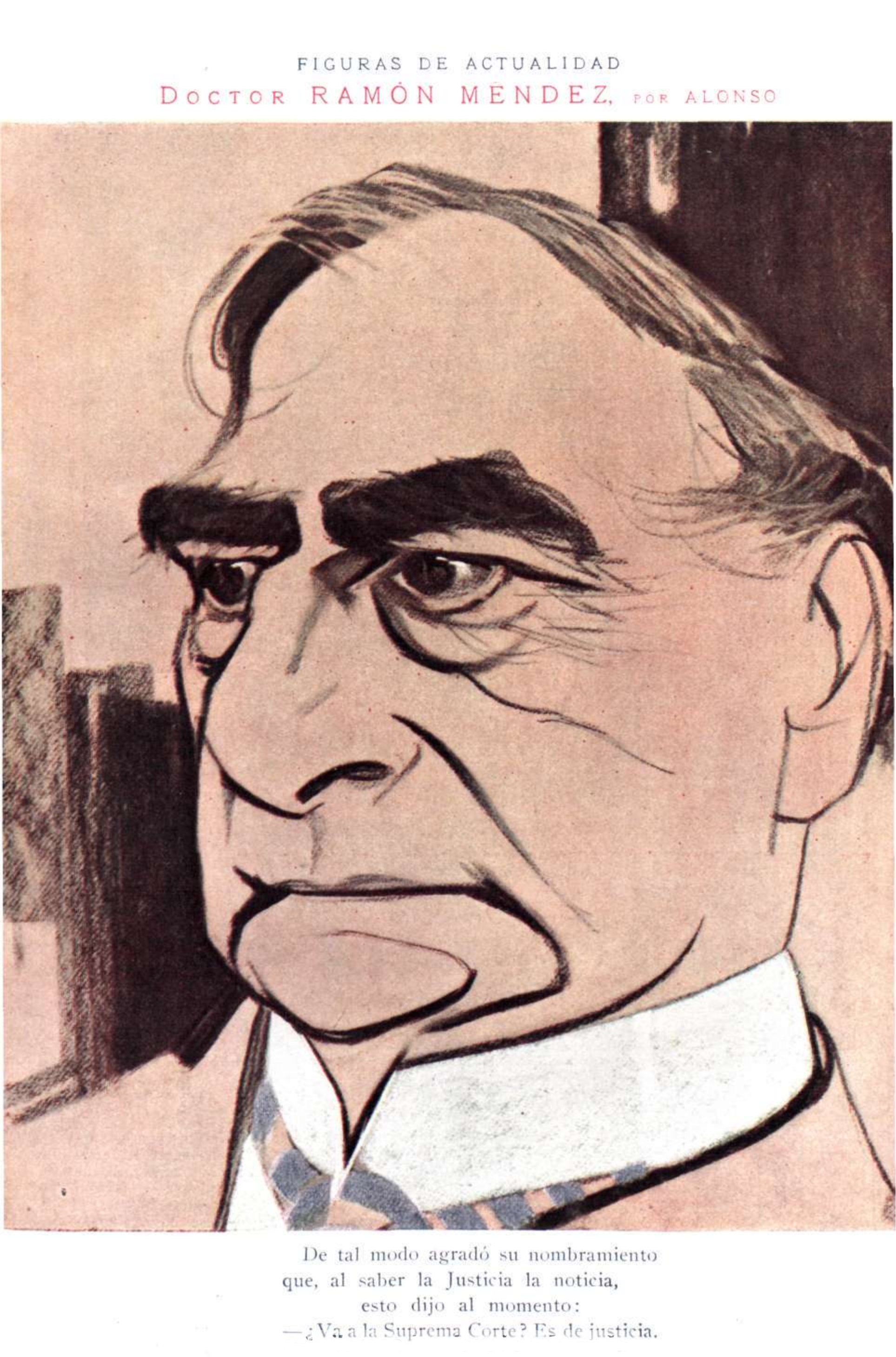
Caricatura de Alonso en Caras y Caretas (1919) publicada con motivo de su nombramiento como ministro de la Corte Suprema de Justicia

Estudió abogacía en la Facultad de Derecho de la Universidad de Buenos Aires en la cual se recibió con una tesis sobre Derecho de exploración que se publicó en 1888. Se inició en la carrera judicial como juez en lo Civil cuando fue designado para el cargo por el interventor federal Lucio V. López en la ciudad de La Plata. Posteriormente dejó el cargo y fue elegido diputado en la legislatura de la provincia de Buenos Aires. Regresó al Poder Judicial en la Capital Federal, primero como juez y luego como camarista. El presidente Hipólito Yrigoyen lo designó como juez de la Corte Suprema de Justicia de la Nación por decreto del 9 de octubre de 1919 y permaneció en el cargo hasta que por decreto del 1 de junio de 1927 fue desplazado por jubilación. Falleció en Buenos Aires el 3 de abril de 1932.

## Matrimonio y descendencia
Ramón Méndez contrajo matrimonio el 4 de julio de 1896 en Buenos Aires con Celia Vicenta Gayán Alais, nacida el 5 de abril de 1878 en esa ciudad, como hija del Dr. Baldomero F. Gayán Basavilbaso, fundador del Jockey Club, y Dolores Alais Ortega. Ramón Méndez y Celia Gayán tuvieron dos hijos, Ramón Tulio Méndez Gayán, que como su padre fue también ministro de la Corte Suprema de Justicia de la Nación Argentina, y Celia Méndez Gayán, que falleció muy joven a los 19 años. A través de su hijo, descienden de Ramón Méndez, entre otras, las familias Méndez Abella, Méndez Romero, Balbiani Méndez, Bernasconi Méndez, Méndez Benítez, Giménez Zapiola Méndez, Loizaga Méndez, etcétera.